# اد لوکویچ
اد لوکویچ (انگلیسی: Ed Lukowich؛ زادهٔ march 1, 1946) ورزشکار کرلینگ اهل کانادا است.